# استان لامفون
استان لامفون یا لمفون یکی از استانهای کشور تایلند است. مساحت آن ۴٬۵۰۵٫۹ کیلومترمربع می‌باشد. جمعیت این استان در سال ۲۰۰۰ بالغ بر ۴۱۳۰۰۰ نفر برآورد شده است .
استان لامفون از نظر تقسیمات کشوری بخشی از ناحیه شمال تایلند به حساب می آید. مرکز این استان شهر لامفون است.